# Coelotes okinawensis
Coelotes okinawensis är en spindelart som beskrevs av Matsuei Shimojana 1989. Coelotes okinawensis ingår i släktet Coelotes och familjen mörkerspindlar. Inga underarter finns listade i Catalogue of Life.